# Кімберлі Волш
Кімберлі Джейн Волш (англ. Kimberley Jane Walsh; нар. 20 листопада 1981) — британська співачка, солістка поп-гурту Girls Aloud.

## Біографія
Народилася в Бредфорді, Західний Йоркшир в сім'ї Діани та Джона Волшів. Кімберлі — друга дитина в сім'ї, у неї є дві сестри і брат. З дитинства юна Кімберлі вже знімалася в рекламі та брала участь у шкільних театральних постановках.
У 2002 році Кімберлі пройшла кастинг на шоу Popstars: The Rivals, і хоча з першого разу не потрапила в десятку конкурсанток, пізніше замінила одну з них і дійшла до фіналу. П'ять найкращих, на думку глядачів, дівчат утворили групу Girls Aloud, солісткою якої Кімберлі є донині.
У березні 2009 року Кімберлі поряд з іншими британськими знаменитостями здійснила сходження на гору Кіліманджаро як акцію для благодійної організації Comic Relief.
У серпні 2009 року Кімберлі була обрана обличчям нової колекції бренду New Look «осінь-зима 2009».

## Дискографія
| Сингл                                | Рік  | Найвища сходинка в чарті | Найвища сходинка в чарті | Альбом             |
| Сингл                                | Рік  | UK                       | IRE                      | Альбом             |
| ------------------------------------ | ---- | ------------------------ | ------------------------ | ------------------ |
| «Like U Like» (разом з Aggro Santos) | 2011 | 8                        | 13                       | AggroSantos.com    |
| «One Vision» (разом з Елфі Бо)       | 2012 | —                        | —                        | Team Great Britain |